# Grímsvötn
Các hồ dưới mặt băng và núi lửa Grímsvötn nằm ở Đông Nam Iceland. Các hồ và núi lửa này tọa lạc ở vùng cao nguyên của Iceland ở phía tây bắc của chỏm băng Vatnajökull. Các hồ nằm ở độ cao 1.725 m (5.659 foot). Bên dưới các hồ là buồng magma của núi lửa Grímsvötn.
Grímsvötn là một núi lửa bazan có tần suất phun trào cao nhất của tất cả các vụ phun trào núi lửa ở Iceland và có một hệ thống khe nứt xu hướng Đông Bắc-Tây Nam.
Vào lúc 19:25 (UTC), ngày 21 tháng 5 năm 2011, một vụ phun trào đã bắt đầu, với cột khói cao 12 km kèm theo trận động đất nhiều lần, gây gián đoạn giao thông hàng không ở Iceland, và ở Greenland, Scotland, Ireland, Na Uy và Anh vào ngày 22-24 tháng 5. Cho đến ngày 25 Tháng 5, vụ phun trào này có quy mô lớn hơn vụ phun trào năm 2010 của núi lửa Eyjafjallajökull.
Vụ phun trào tạm dừng lúc 2h40 giờ địa phương ngày 25 tháng 5 năm 2011.
|  |